# Vlag van Vledder

Vlag van Vledder
(tot 1998)

De vlag van Vledder werd op 1 oktober 1965 bij raadsbesluit vastgesteld als de gemeentelijke vlag van de Drentse gemeente Vledder. De vlag kan als volgt worden beschreven:
Geel, met een Scandinavisch kruis waarvan de armen een breedte hebben van een derde van de vlaghoogte en bestaan uit vijf even brede lijnen van zwart en geel; op het kruispunt van de armen een blauwe cirkel met een diameter van een derde van de vlaghoogte met daarin een klaverblad.
De kleuren van de vlag zijn ontleend aan het door G.A. Bontekoe ontworpen gemeentewapen dat in 1940 aan de gemeente was verleend, evenals de zwarte lijnen en het klaverblad.
In 1998 ging de gemeente op in de nieuw gevormde gemeente Westerveld. Hierdoor kwam de gemeentevlag te vervallen.

## Verwant symbool

Wapen van Vledder

Anloo 
· Beilen 
· Borger 
· Dalen 
· Diever 
· Dwingeloo 
· Eelde 
· Gasselte 
· Gieten 
· Havelte 
· Nijeveen 
· Norg 
· Odoorn 
· Oosterhesselen 
· Peize 
· Roden 
· Rolde 
· Ruinen 
· Ruinerwold 
· Schoonebeek 
· Sleen 
· Smilde 
· Vledder 
· Vries 
· Westerbork 
· de Wijk 
· Zuidlaren 
· Zuidwolde 
· Zweeloo